# Серраккиани, Дебора
Дебора Серраккиани (итал. Debora Serracchiani; род. 10 ноября 1970, Рим) — итальянский юрист и политик, губернатор автономной области Фриули — Венеция-Джулия (2013—2018).

## Биография
Родилась 10 ноября 1970 года в Риме, юрист по образованию. Занималась юридической практикой в адвокатских бюро Бусинелло, Вирджилио, Де Тома в Удине. Была избрана депутатом коммунального совета Удине, а в 2006 году при поддержке партии Левые демократы — в совет провинции Удине, в 2008 году переизбрана. В декабре того же года возглавила отделение Демократической партии в Удине, а 21 марта 2009 года обрела общенациональную и даже международную известность, выступив на ассамблее первичных организаций ДП с резкой критикой ряда решений партийного руководства.
В 2009 году при активном содействии лидера ДП Дарио Франческини возглавила партийный список на европейских выборах в Северо-Восточном округе и победила, набрав на 9 тысяч голосов больше, чем Сильвио Берлускони.
21-22 апреля 2013 года пошла на региональные выборы в автономной области Фриули — Венеция-Джулия во главе левоцентристской коалиции, объединившей Демократическую партию, Италию ценностей, партии Левые Экология Свобода и Словенский союз, а также гражданский список в поддержку Серраккиани. Этот блок одержал победу с результатом 39,39 % (211 508 голосов) против ровно 39 % (209 442 голосов) у коалиции во главе с действующим губернатором региона, представителем Народа свободы Ренцо Тондо.
12 ноября 2017 года на региональной ассамблее ДП объявила о намерении в 2018 году баллотироваться на выборах в Палату депутатов, а не на второй губернаторский срок.
На парламентских выборах 4 марта 2018 года потерпела поражение с результатом 26,14 % в 1-м мажоритарном округе Триеста от прежнего противника — Ренцо Тондо (38,2 %), но прошла в парламент по партийным спискам в многомандатном округе.
29 апреля 2018 года новым главой региональной администрации области Фриули — Венеция-Джулия с результатом 57,09 % был избран лидер правоцентристской коалиции Массимилиано Федрига, а 3 мая он официально вступил в должность.
17 марта 2019 года состоялась Национальная ассамблея Демократической партии, избравшая новое руководство. В частности, национальным секретарём стал Никола Дзингаретти, председателем — Паоло Джентилони, а заместителями председателя — Анна Аскани и Дебора Серраккиани.
30 марта 2021 года избрана председателем фракции ДП в Палате депутатов, получив 66 голосов депутатов (её единственную соперницу Марианну Мадиа поддержали 24 парламентария).